# Laurence Bergreen
Laurence Bergreen, né le 4 février 1950, est un historien et biographe américain.

## Biographie
Après l’obtention de son diplôme à l’université Harvard en 1972, Bergreen a travaillé dans le journalisme, le milieu universitaire et la diffusion avant de publier sa première biographie en 1984 : James Agee: A Life (James Agee : une vie).
Bergreen a écrit des ouvrages historiques tels que Voyage to Mars: NASA's Search for Life Beyond Earth (Voyage sur Mars : la NASA à la recherche d’une vie extraterrestre) qui est un récit de l’exploration de Mars par la NASA et Over the Edge of the World: Magellan's Terrifying Circumnavigation of the Globe (Jusqu’au bout du monde : le terrifiant tour du monde de Magellan). Sa biographie Marco Polo: From Venice to Xanadu (Marco Polo : de Venise à Xanadu) a été adaptée au cinéma avec l’acteur Matt Damon.
Bergreen a écrit pour The New York Times, Los Angeles Times, The Wall Street Journal, Chicago Tribune, Newsweek et Esquire. Il a enseigné à la New School for Social Research et a été assistant du président du Museum of Television and Radio à New York. Il a figuré dans le jury des National Book Awards en 1995 et du PEN/Albrand Nonfiction Award en 1991. Il donne régulièrement des conférences dans de grandes universités et séminaires, et parfois à bord de bateaux de croisière où il a travaillé comme historien pour la History Channel.
En 2007, la NASA a demandé à Bergreen de nommer certains sites géologiques entourant le cratère Victoria sur Mars d’après les lieux visités par Ferdinand Magellan. En 2008, Bergreen a été un conférencier d’honneur au 50e anniversaire de la NASA qui s’est déroulé à Washington, D.C.

## Ouvrages
Le premier ouvrage de Bergreen est Look Now, Pay Later: The Rise of Network Broadcasting (Regardez maintenant, payez plus tard : la hausse de la diffusion en réseau), publié en 1980. Sa biographie, James Agee: A Life (James Agee : une vie) a figuré dans la sélection « Notable Book » du New York Times en 1984. L’ouvrage As Thousands Cheer: The Life of Irving Berlin (Des milliers d’applaudissements : la vie d’Irving Berlin) est paru en 1990. Ce livre a gagné le prix Ralph J. Gleason Music Book Award ainsi que le prix ASCAP-Deems Taylor ; il a également figuré dans la sélection « Notable Book » du New York Times en 1990.
En 1994, il publie Capone: The Man and the Era (Capone : l’homme et l’époque). Celui-ci fait partie de la sélection du Book-of-the-Month Club ainsi que de la sélection « Notable Book » du New York Times. Cet ouvrage a été considéré par Miramax pour en faire une adaptation. En 1997, Bergreen a publié Louis Armstrong: An Extravagant Life (Louis Armstrong : une vie extravagante), qui propose une biographie basée sur des manuscrits non publiés et des interviews des collègues et des amis d’Armstrong. L’ouvrage est apparu dans la liste des meilleurs livres de 1997 du San Francisco Chronicle, du Philadelphia Inquirer et du Publishers Weekly.
Bergreen est l’auteur de Voyage to Mars: NASA’s Search for Life Beyond Earth (Voyage sur Mars : la NASA à la recherche d’une vie extraterrestre), qui est un récit de l’exploration de Mars effectuée par la NASA paru en novembre 2000. Les droits cinématographiques de ce livre ont été acquis par TNT.
L’ouvrage suivant, Over the Edge of the World: Magellan’s Terrifying Circumnavigation of the Globe (Jusqu’au bout du monde : la terrifiante circumnavigation du globe par Magellan), fut publié en 2003. Figurant dans la sélection « Notable Book » du New York Times en 2003, l’ouvrage est en cours d’adaptation cinématographique.[Quand ?]
Bergreen a publié Marco Polo: From Venice to Xanadu (Marco Polo : de Venise à Xanadu) en octobre 2007. Il s’agit d’une biographique du célèbre explorateur. Warner Brothers développe actuellement un film basé sur cet ouvrage[Quand ?]. Matt Damon fait partie du casting et William Monahan s’occupe d’écrire le scénario.
Son livre Columbus: The Four Voyages (Christophe Colomb : les quatre voyages), est un bestseller du New York Times. Il a figuré dans la sélection du Book-of-the-Month Club, du BOMC2, du History Book Club, ainsi que du Military Book Club et fut sélectionné dans la catégorie « Choix de l’éditeur » de la critique littéraire du New York Times.